# Raul Filho
Raul de Jesus Lustosa Filho (Gilbués, 6 de novembro de 1958) é um político brasileiro filiado ao Partido Democrático Trabalhista. Foi prefeito de Palmas, Tocantins, pelo Partido dos Trabalhadores. 
Aos cinco meses de idade mudou-se com a família para o município de Araguaçu, antigo norte de Goiás, hoje sul do estado do Tocantins.
Em 1982, com apenas 22 anos, elegeu-se prefeito de Araguaçu.
Em 1988 foi eleito deputado estadual, compondo a primeira legislatura da Assembleia Legislativa do novo estado do Tocantins. Foi relator da Constituição do estado e exerceu o cargo de primeiro vice-presidente da casa.
Em 1990 foi reeleito deputado estadual e liderou a bancada de oposição por quase três anos. Em 1994 assumiu novamente uma cadeira na Assembleia Legislativa, exercendo seu terceiro mandato.

## Palmas
Disputou em 1996 a prefeitura de Palmas pela primeira vez, pelo PSDB, sendo o segundo mais votado. Em 2000, concorre pela segunda vez, desta vez pelo PPS e perdendo a eleição por menos de 1,5% dos votos para Nilmar Gavino Ruiz.
Em 2004 disputa pela terceira vez consecutiva a prefeitura, e desta vez com pleno êxito, derrotando a então prefeita Nilmar Gavino Ruiz, com 64% dos votos válidos.
Em 2008, foi reeleito prefeito de Palmas com 44,52% dos votos.

## Escândalo de corrupção
O programa Fantástico, da Rede Globo, divulgou na edição de 1 de julho de 2012, um vídeo gravado em 2004 que mostra o ex-prefeito de Palmas, Raul Filho, negociando a atuação do grupo do contraventor Carlinhos Cachoeira em seu governo na capital. O vídeo foi encontrado na casa do irmão de Cachoeira durante as buscas de Operação Monte Carlo, que culminou na prisão de Cachoeira.
No vídeo, Raul e Cachoeira se encontram acompanhados de assessores e discutem incentivos para a campanha que elegeu o ex-petista pela primeira vez prefeito de Palmas. Cachoeira oferece um show que seria realizado na reta final da campanha. “Viu Carlinhos, o que a gente busca é o seguinte: Nós temos um projeto político, um projeto de poder para o Tocantins. Palmas é um estágio”, disse Raul.

## Condenado por crime ambiental
Raul Filho foi condenado por unanimidade pelo Tribunal Regional Federal da Primeira Região (TRF1) a um ano de reclusão por crime ambiental. Além de ter que pagar uma multa e recuperar em 120 dias a Área de Preservação Permanente (APP) às margens do lago UHE de Lageado. A ação penal proposta tem embasamento na ação civil pública ajuizada pela Procuradoria da República no Tocantins, que requer a demolição de todas as  construções feitas no local.
De acordo com Ministério Público Federal (MPF), Raul Filho construiu um sobrado com 114,49 m², um rancho com área construída de 64 m² e um muro de arrimo de 32 metros. Além disso, o MPF informou que o prefeito de Palmas depositou areia lavada para a construção de uma praia artificial medindo 8 metros de largura por 45 de comprimento.